# Альбек (Юкермюнде)
Альбек (нім. Ahlbeck) — громада в Німеччині, розташована в землі Мекленбург-Передня Померанія. Входить до складу району Передня Померанія-Грайфсвальд. Складова частина об'єднання громад Ам-Штеттінер-Гафф.
Площа — 18,66 км2. Населення становить 582 ос. (станом на 31 грудня 2020).

## Галерея

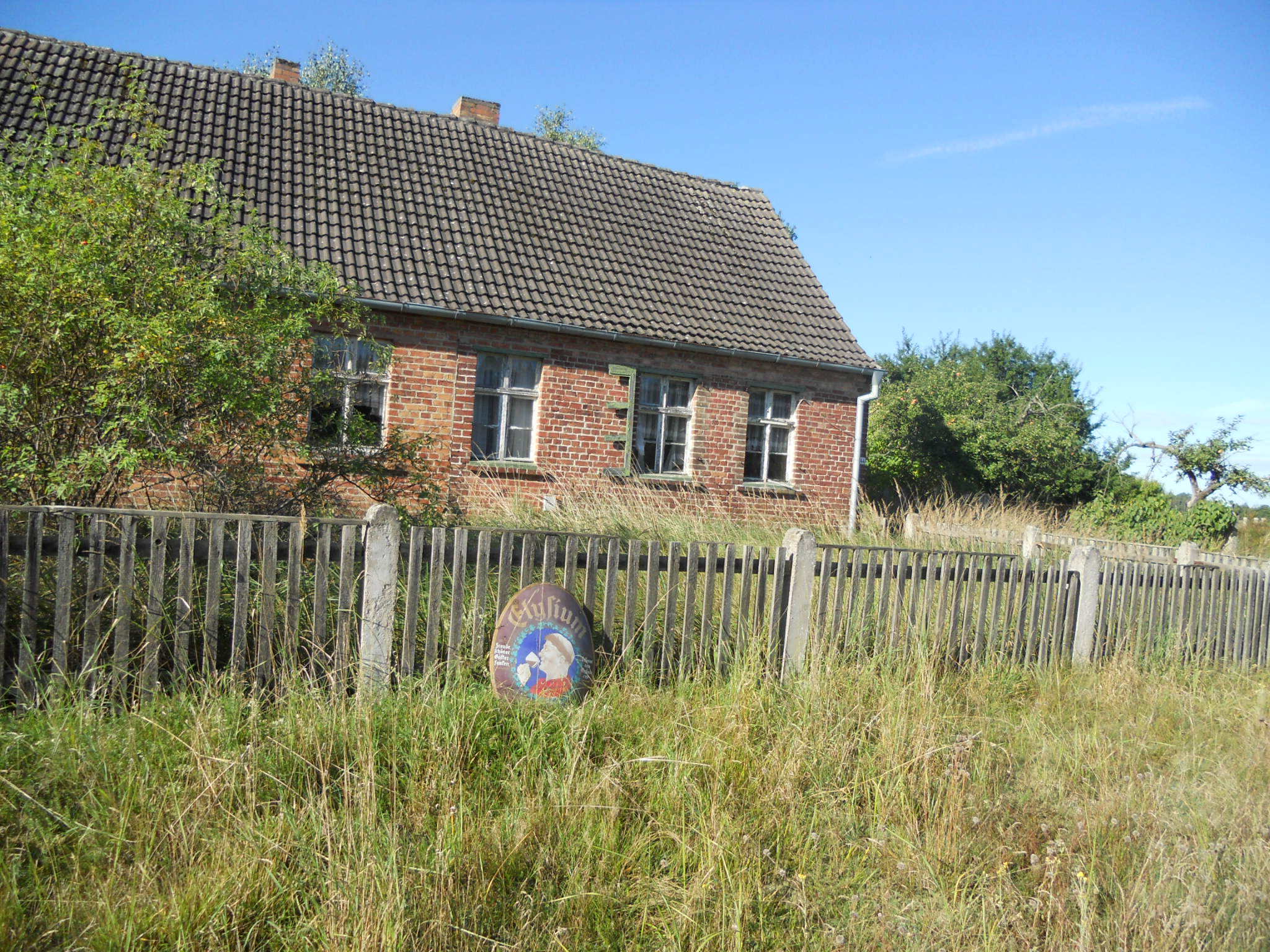
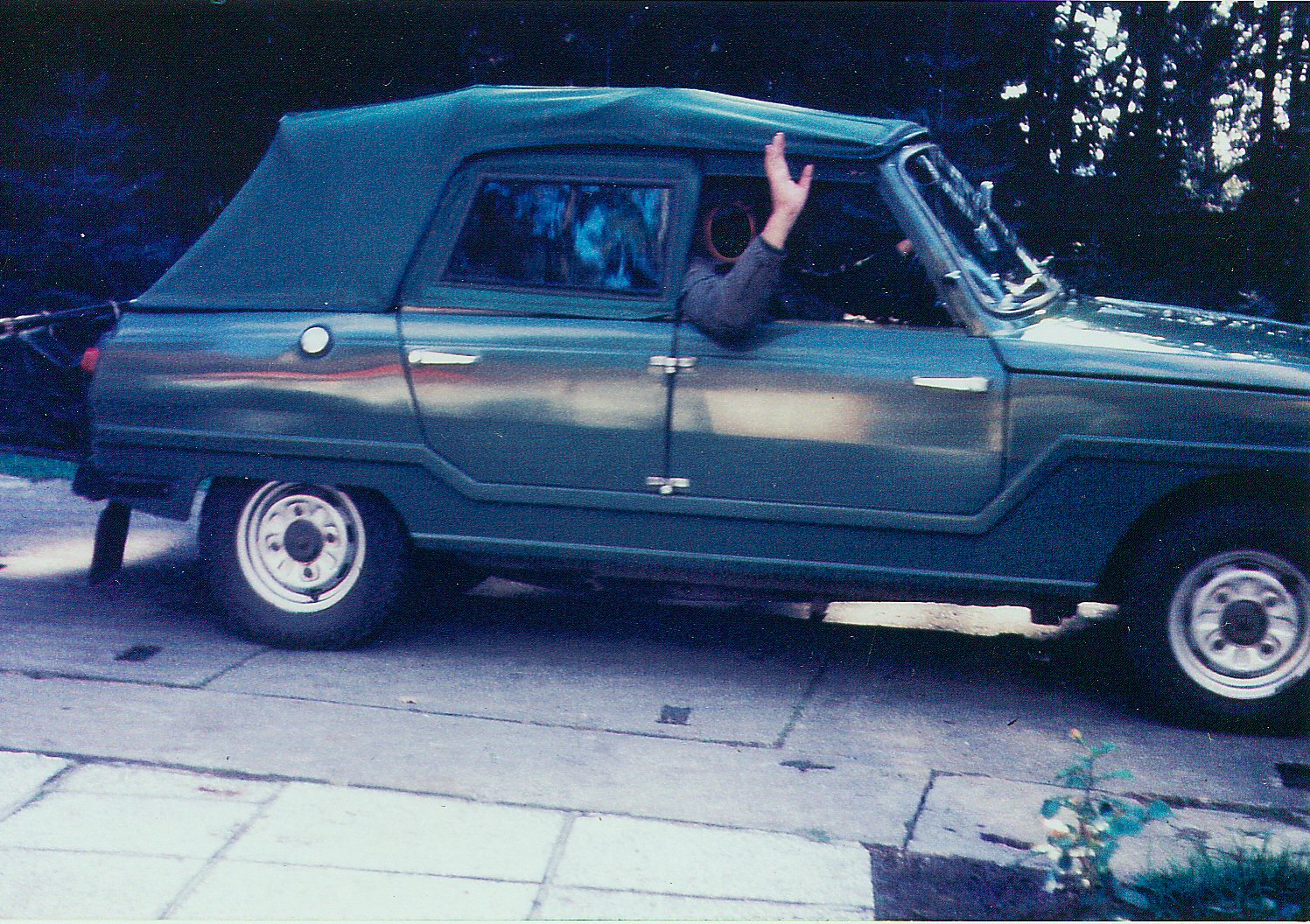
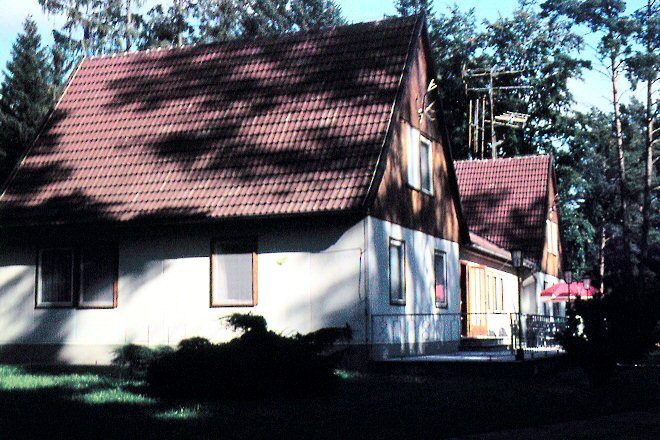